# 海部昂蔵
海部 昂蔵（かいふ こうぞう、1850年 - 1927年）は、尾張徳川家の家職 。弟の荘蔵ら兄弟と養鶏業を営み、名古屋コーチンの元となる海部種を開発する。弟らに養鶏業を任せ、1882年（明治15年）から、同家の開墾場が置かれた北海道・八雲村で開拓代表委員となり、指導にあたった。1900年から1904年まで私立明倫中学校初代校長。1903年（明治36年）12月19日から1914年（大正3年）5月1日まで、尾張徳川家の家令、同年から同家の御相談人を務めた。海部俊樹の曽祖父にあたる。